# Synode von Antiochia (341)
Die Synode von Antiochia 341 wurde wohl im Sommer des genannten Jahres anlässlich der Einweihung einer noch von Konstantin I. in Auftrag gegebenen Basilika (deswegen zuweilen auch Kirchweihsynode von Antiochia genannt) in Antiochia am Orontes abgehalten.
In Antiochia versammelten sich 97 Bischöfe des Ostens. Dort wurde der Beschluss der westlichen Bischöfe auf der im Vorjahr in Rom abgehaltenen Synode zur Rehabilitation des Athanasios abgelehnt und ein neues Glaubensbekenntnis, die so genannte erste antiochenische Formel, beschlossen. Da auch der Kaiser des Ostteils des Römischen Reiches, Constantius II., anwesend war, handelte es sich formal um eine Reichssynode.
Akten der Synode sind nicht erhalten, nur Berichte in den Kirchengeschichten von Sokrates Scholastikos und Sozomenos.